# Утипанари
Утипана́ри (яп. 内離島 утипанари-дзима) — небольшой остров в островной группе Яэяма островов Сакисима архипелага Рюкю. Административно относится к округу Такэтоми уезда Яэяма префектуры Окинава, Япония.
Необитаемый остров расположен у западного побережья острова Ириомоте между бухтами Накара и Фунаукэ.
Площадь составляет 2,1 км², высота — 194 м. Остров почти весь покрыт лесами.